# Come Fly with Me (Modern Family)
«Come Fly with Me» —«Ven a volar conmigo» en España— es el tercer episodio de la primera temporada de la serie de televisión Modern Family, emitido por primera vez el 7 de octubre de 2009 en la cadena ABC. En este, Jay intenta pasar un tiempo a solas con su avión a control remoto, pero Phil se une. Este último es golpeado a propósito en la nariz con el avión, aunque Jay sostiene que fue por accidente. Por otro lado, Alex y Gloria van a un centro comercial a comprar vestidos. Mitchell va a Costco por primera vez en su vida y, aunque cree que no le gustará, se emociona. Mientras, Manny se queda en casa jugando con Luke.
Dan O'Shannon escribió el guion y Reginald Hudlin se encargó de la dirección. En este caso, la estrella invitada es Reid Ewing, quien actúa como Dylan, el novio de Haley. El capítulo recibió una puntuación Nielsen de 3.4 en el grupo demográfico entre 18 y 49 años, y varios críticos lo consideraron como una «mejora» del episodio anterior, «The Bicycle Thief».

## Sinopsis
Jay (Ed O'Neill) empuja a Phil (Ty Burrell) para que salga con él, aunque de mala gana, y vuele su nuevo modelo de avión a control remoto, un Vought F4U Corsair. Mientras Jay lo vuela, se estrella contra la nariz de Phil; Jay sostiene que fue por accidente, pero Claire (Julie Bowen) no le cree y le hace pedir disculpas.
Mientras, Manny (Rico Rodríguez) se toma un tiempo para jugar con Luke (Nolan Gould). Gloria (Sofía Vergara) acompaña a Alex (Ariel Winter) a comprar un vestido para una boda. De vuelta en la casa, Manny termina hablando íntimamente con su hermanastra Claire, mientras Alex y Gloria hablan como si fueran amigas. Finalmente, Manny convence a Claire de que Alex sea a su manera y Gloria convence a Alex de que siga a su madre.
Mitchell (Jesse Tyler Ferguson) y Cameron (Eric Stonestreet) van de compras a Costco, pero Mitchell siente que es demasiado bueno para comprar allí y quiere irse. Cuando Cameron le presenta los precios al por mayor, se emociona y la pareja termina comprando varios carritos llenos de productos, muchos de los cuales en realidad no necesitan.
Al final del episodio, Gloria le revela a Jay que solía vestir a Manny como una niña cuando él era un bebé porque quería tener una niña. Cuando Manny encontró las fotos, Gloria le dijo que era su hermana gemela que había muerto.

## Producción

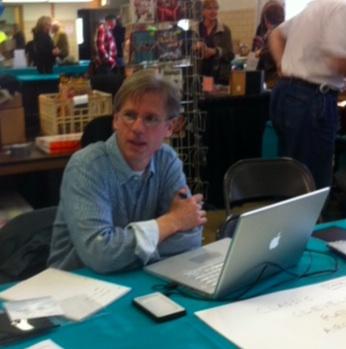
Dan O'Shannon (en la foto) escribió el capítulo.

«Come Fly with Me» fue escrito por Dan O'Shannon y dirigido por Reginald Hudlin. El actor y cantante Reid Ewing es la estrella invitada en esta ocasión. Actúa como el novio de Haley.

## Recepción
En su emisión original en Estados Unidos el 7 de octubre de 2009, el episodio fue visto por aproximadamente por 8,823 millones de personas, por lo que recibió una puntuación Nielsen de 3.4, con un 9 % de participación entre personas de 18 y 49 años.
Robert Canning, de IGN, calificó el episodio como «impresionante» y añadió que le pareció que «es una prueba de que esta es una serie con un gran potencial». Asimismo, Jason Hughes de TV Squad le dio al episodio un comentario positivo: «Jay golpeó a Phil a propósito; duro pero divertido». Para TV Fanatic, su cita favorita del episodio fue una de Alex a Claire: «En lugar de intentar obligarme a usar un vestido, ¿por qué no te preocupas por que Luke se ponga unos pantalones?».